# Gnassingbé Eyadéma
Étienne Gnassingbé Eyadéma [eˈtjɛn ɲasiŋˈbe ejadeˈma] (ur. 26 grudnia 1937 w Pya, zm. 5 lutego 2005 nad Tunezją) – togijski żołnierz, generał dywizji, i polityk, w 1967–2005 prezydent kraju.

## Życiorys
Wywodził się z grupy etnicznej Kabijów. W młodości był oficerem francuskiej Legii Cudzoziemskiej. W 1963 obalił w zamachu stanu prezydenta Togo Sylvanusa Olympio. W latach 1963–1967 był szefem sztabu armii. W latach 1967–2005 sprawował funkcję prezydenta Togo. Był najdłużej pozostającym przy władzy politykiem afrykańskim.
24 stycznia 1974 jako jedyny przeżył katastrofę lotniczą samolotu Douglas C-47 Skytrain Sił Powietrznych Togo. Zginęło wówczas kilku wysokich rangą wojskowych.
Zmarł w 2005 wskutek zawału serca, doznanego w samolocie lecącym nad Tunezją. Po jego śmierci dowództwo sił zbrojnych ogłosiło, że następcą zmarłego będzie jeden z jego synów – Faure.